# Raveniola fuzhouensis
Espèce
Raveniola fuzhouensis est une espèce d'araignées mygalomorphes de la famille des Nemesiidae.

## Distribution
Cette espèce est endémique du Fujian en Chine,. Elle se rencontre dans le district de Jin'an.

## Description
Le mâle holotype mesure 9,76 mm et la femelle paratype 11,62 mm.

## Systématique et taxinomie
Cette espèce a été décrite par Zhou en 2025.

## Étymologie
Son nom d'espèce, composé de fuzhou et du suffixe latin -ensis, « qui vit dans, qui habite », lui a été donné en référence au lieu de sa découverte, Fuzhou.

## Publication originale
- Zhou, Lu, Cui & Xu, 2025 : « A new species of Raveniola Zonstein, 1987 (Araneae, Nemesiidae) from Fujian, China. » Biodiversity Data Journal, vol. 13, no e142264, p. 1-12 (texte intégral).